# BRF1
BRF1 est la première station de radio publique de la Communauté germanophone de Belgique.

## Diffusion

### Par la modulation de fréquence (FM)
Communauté germanophone :
88.5 MHz (Liège, Aix-la-Chapelle et Province de Limbourg)
88.8 MHz (Malmédy)
89.0 MHz (Province de Lontzen)
91.0 MHz (Ville de Lontzen)
92.2 MHz (Ourtal et Reulen)
93.2 MHz (Lontzen, Kelmis et Raeren)
93.4 MHz (Recht)
94.9 MHz (Eupen)
105.9 MHz (Raeren)
Province de Namur :
97.7 MHz (Namur)
Bruxelles-Capitale :
95.2 MHz (en partenariat avec Deutschlandfunk)

### Radio Numérique Terrestre - DAB+
BRF1 est disponible sur le bouquet de la RTBF sur l’ensemble de la Wallonie et sur celui de la BRF pour la communauté germanophone.